# Kleingebiet Ráckeve
Das Kleingebiet Ráckeve (ungarisch Ráckevei kistérség) war bis Ende 2012 eine ungarische Verwaltungseinheit (LAU 1) im Südwesten des Komitats Pest in Mittelungarn. Im Zuge der Verwaltungsreform Anfang 2013 gelangten 11 der 20 Gemeinden (mit insgesamt 36.120 Ew.) in den nachfolgenden Kreis Ráckeve (ungarisch Ráckevei járás), 9 Gemeinden (mit 110.033 Ew.) wurden dem neugeschaffenen Kreis Szigetszentmiklós zugeordnet.
Ende 2012 lebten auf einer Fläche von 628,33 km² 146.153 Einwohner. Das größte Kleingebiet hatte eine Bevölkerungsdichte von 233 Einwohnern/km² und lag damit über der vom Komitat.
Der Verwaltungssitz befand sich in Ráckeve (9.965 Ew.). 6 weitere Ortschaften besaßen das Stadtrecht: Szigetszentmiklós (34.174 Ew.), Dunaharaszti (20.396 Ew.), Szigethalom (17.035 Ew.), Tököl (10.106 Ew.), Halásztelek (9.183 Ew.) und Dunavarsány (7.416 Ew.). 3 Großgemeinden (ungarisch nagyközség) zählten über 5.000 Einwohner: Kiskunlacháza (20.755 Ew.), Taksony (6.105 Ew.) und Dömsöd (5.795 Ew.). Sie hatten zusammen mit den 10 Gemeinden (ungarisch község) eine durchschnittliche Einwohnerzahl von 2.872 (auf je 31,59 km²). 

## Ortschaften
| Apaj              | Áporka            | Délegyháza    | Dömsöd     | Dunaharaszti |
| Dunavarsány       | Halásztelek       | Kiskunlacháza | Lórév      | Majosháza    |
| Makád             | Ráckeve           | Szigetbecse   | Szigetcsép | Szigethalom  |
| Szigetszentmárton | Szigetszentmiklós | Szigetújfalu  | Taksony    | Tököl        |